# Voroneve, Korosten
Voroneve (în ucraineană Вороневе) este un sat în comuna Behî din raionul Korosten, regiunea Jîtomîr, Ucraina.

## Demografie
Componența lingvistică a localității Voroneve
     Ucraineană (95,18%)
     Rusă (2,41%)
     Alte limbi (0,6%)
Conform recensământului din 2001, majoritatea populației localității Voroneve era vorbitoare de ucraineană (95,18%), existând în minoritate și vorbitori de rusă (2,41%) și armeană (1,81%).